# Gaussiska primtal
Ett gaussiskt heltal {\displaystyle z} är ett gaussiskt primtal, om det endast har triviala faktoriseringar, alltså sådana där en av faktorerna är någon av "enheterna" 1, -1, den imaginära enheten {\displaystyle i} eller {\displaystyle -i}, men {\displaystyle z} självt inte är en enhet.
Ett vanligt primtal {\displaystyle p\in \mathbb {Z} ^{+}} är ett gaussiskt primtal om och endast om {\displaystyle p=4n+3} för något naturligt tal {\displaystyle n}.
Om {\displaystyle p=2} är {\displaystyle p=-i(1+i)^{2}=i(1-i)^{2}}, alltså är 2 inte ett gaussiskt primtal. Om {\displaystyle p=4n+1}, så har {\displaystyle p} en icke-trivial faktorisering i ringen av gaussiska heltal och är därmed inte heller ett gaussiskt primtal.  Exempelvis är {\displaystyle 5=(2+i)\,(2-i)} och {\displaystyle 13=(3+2i)\,(3-2i)}, så 5 och 13 är primtal i vanlig mening men inte gaussiska primtal.